# Juliano Sartori
Juliano Sartori est un pilote de rallyes brésilien.

## Biographie
Ce pilote a pour navigateur son propre frère, Rafael Sartori.
Ils ont débuté par le karting en 1996, puis ont effectué leur première épreuve de rallye en 1999 sur Volkswagen Golf (cat. A6).
Tous deux habitent la région nord de l'État de Rio Grande do Sul, à Erechim, ville considérée comme la "capitale brésilienne" du rallye de vitesse ("Speed Rally", ou rallye de performance en Europe).
Ils évoluent de concert sur une Lancer Evolution (IX ou X) en 2011, du team Bitshop/Abadia Competições. Encore en course cette saison pour le titre sud-américain CODASUR à la veille de l'ultime épreuve à Punta del Este le 18 novembre, ils échouent dans leur tentative pour obtenir le triplé des titres de classe 3 (ancienne catégorie N4, la plus puissante) Gaúcho, Brasileiro et Sul americano (CODASUR), Gustavo Saba obtenant ce dernier de la saison grâce à sa seconde place (1er en CODASUR), les frères Sartoli terminant 6e de l'épreuve,.

## Palmarès

### Titres
- Champion du Brésil de rallye de vitesse (CBR, 4 roues motrices Classe 3, la plus puissante): 2011 (vainqueur de 4 épreuves sur les 7 proposées à travers le pays);
- Champion du sud du Brésil de rallye de vitesse avec son frère (N4) (RS/SC);
- Double Champion "Gaúcho" (état du Rio Grande do Sul) de rallye de vitesse: 2010 et 2011 (N4);
- Champion paranaense (état du Paraná) de rallye de vitesse avec son frère (N4);
  - Deux fois vice-champion du Brésil de rallye de vitesse avec son frère (dont 2006) (N4)
  - Deux fois vice-champion du Brésil de rallye de vitesse avec son frère (A6)[3].

### Victoires notables
- Rallye de Curitiba, en 2003 (Mitsubishi Lancer Evo V N4) et 2006 (Subaru Impreza N4);

### Performance notable en CODASUR
- 2e du rallye d'Erechim, en 2011 (CODASUR).